# Dwoista Siklawa
Dwoista Siklawa – podwójny wodospad nad Morskim Okiem w polskich Tatrach Wysokich. Opada ze Spadów – progu skalnego pod kotłem lodowcowym Nadspady. W rzeczywistości są to dwa wodospady, położone zaraz powyżej południowo-zachodniego brzegu Morskiego Oka. Prawy (patrząc z dołu) z tych wodospadów to Prosty Wodospad, lewy to opadający skośnym żlebkiem Skośny Wodospad. Więcej wody spływa Prostym Wodospadem, Skośny Wodospad natomiast jest bardziej stromy. Wodospady te powstają na dwóch odnogach Mnichowego Potoku, który zanika w gruzowisku skalnym Nadspadów, a pojawia się dopiero w ich progu. Początkowo ma on jedno koryto, zwykle suche, zaraz jednak rozgałęzia się na dwie odnogi.

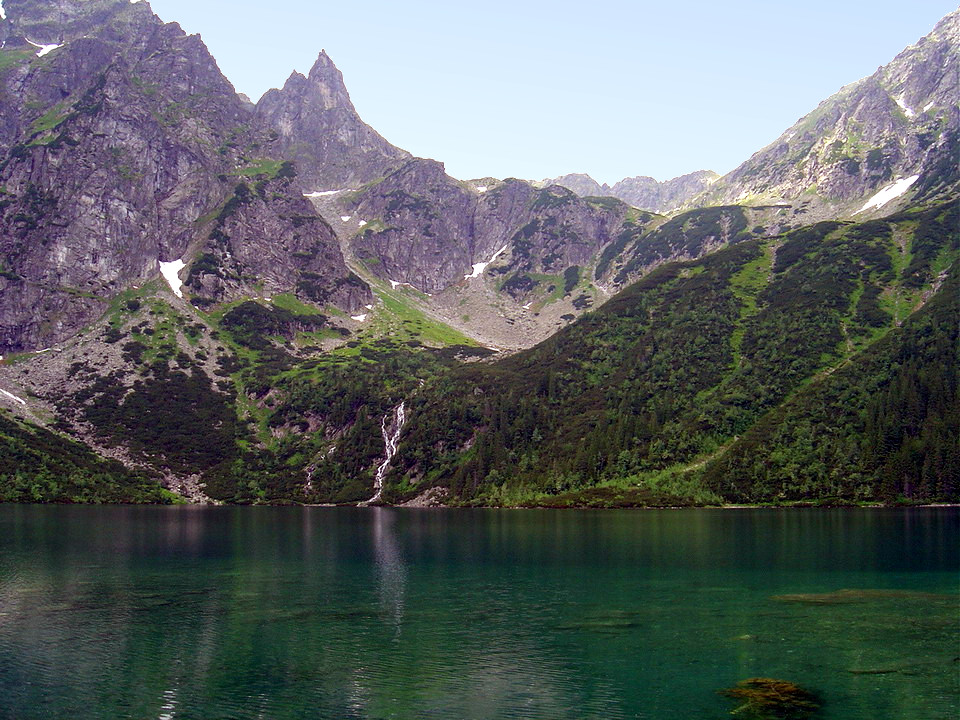
Widok znad Morskiego Oka na Spady, Nadspady i Dwoistą Siklawę

Dwoistą Siklawą prowadzą zimą drogi taternickie. Lodospad na prawej jej odnodze ma różnicę wzniesień ok. 55 m, szerokość ok. 10 m i długość ok. 80 m. Jego dolna część jest mało stroma, a górna ma nachylenie ok. 70 stopni, w niektórych miejscach lodospad jest jednak niemal pionowy. Górną część lodospadu można obejść zaśnieżonym żlebkiem spadającym z lewej strony do koryta wodospadu. Przejście to jest całkowicie bezpiecznym sposobem dojścia do Nadspadów, nawet przy największym zagrożeniu lawinowym. Lewy wodospad opada żlebkiem, z lewej strony obramowanym przewieszonymi skałami, z prawej płytami o nachyleniu ok. 70 stopni. Zimą tworzy się na nim lodospad o wysokości ok. 40 m.